# Prosweschtschenije
Prosweschtschenije (russisch Просвещение – Aufklärung) ist ein ehemals sowjetischer, heute russischer Schulbuchverlag. Er wurde 1930 unter dem Namen Utschpedgis (russisch Учпедгиз) gegründet. 1942 wurde er nach Kirow evakuiert. Zwischen 1950 und 1990 veröffentlichte Prosweschtschenije für die ganze Sowjetunion Lehrbücher für alle Arten von Schulen und Lehrerbildungseinrichtungen sowie Literatur zur außerschulischen Lektüre. Im Jahr 1994 mit der Einführung des „Gesetzes über die Bildung“ verlor der Verlag seine Monopolstellung.
2011 war Prosweschtschenije Russlands drittgrößter Verlag nach AST und Exmo.
2013 übernahm der Oligarch Arkadi Rotenberg den Verlag.